# Cantonul Bayonne-Ouest
Cantonul Bayonne-Ouest este un canton din arondismentul Bayonne, departamentul Pyrénées-Atlantiques, regiunea Aquitania, Franța.